# Mutinus cartilagineus
Mutinus cartilagineus är en svampart som beskrevs av J.H. Willis 1947. Mutinus cartilagineus ingår i släktet Mutinus och familjen stinksvampar.   Inga underarter finns listade i Catalogue of Life.